# Бабаджан, Доган
Доган Бабаджан (тур. Doğan Babacan, 5 апреля 1930 или 30 ноября 1929, Стамбул — 18 мая 2018, Стамбул) — турецкий футбольный судья. Первый арбитр, показавший красную карточку на чемпионате мира по футболу.

## Биография
Доган Бабаджан родился 5 апреля 1930 года в турецком городе Константинополь (сейчас Стамбул).
Окончил среднюю школу в районе Бейоглу. Работал банковским служащим.
В 1946 году играл в футбол за юношескую команду «Бешикташа». Впоследствии выступал за «Бейоглуспор», «Каршияку», «Касымпашу», «Эмниет» и «Хаджетеппе». В 1954 году был вынужден завершить игровую карьеру из-за травмы.
В 1955 начал судить футбольные матчи. С 1964 года работал на матчах чемпионата Турции. В течение 10 лет (1968—1978) был арбитром международной категории.
В 1972 году работал на футбольном турнире летних Олимпийских игр в Мюнхене. Был главным судьёй матчей СССР — Дания (4:0) и ФРГ — Марокко (3:0), помощником главного судьи на матчах ФРГ — Малайзия (3:0) и ГДР — Гана (4:0).
В 1974 году работал на чемпионате мира по футболу в ФРГ. 14 июня 1974 года, будучи главным судьёй матча между сборными ФРГ и Чили (1:0), впервые в истории чемпионатов мира показал красную карточку, удалив на 67-й минуте чилийца Карлоса Кассели. Также был помощником главного судьи на матче Болгария — Уругвай (1:1) и Бразилия — ГДР (1:0).
Был главным судьёй второго матча Суперкубка Европы 1975 года между киевским «Динамо» и «Баварией» (2:0). Дважды судил полуфинальные матчи Кубка европейских чемпионов: в 1974 году между «Селтиком» и «Атлетико», в 1977 году между «Цюрихом» и «Ливерпулем».
В 1978 году завершил судейскую карьеру. Написал четыре книги по футбольному судейству.
Впоследствии работал футбольным комментатором.
Умер 18 мая 2018 года в Стамбуле. Похоронен на кладбище Караджа-Ахмет в Стамбуле.

## Семья
Был четвёртым ребёнком в семье Хамди и Фатмы Белкис Бабаджан.
Был дважды женат. От первой жены есть дочь Фиген.